# Briesnitz (Dresden)
Briesnitz ist ein Stadtteil von Dresden und gehört zum Dresdner Stadtbezirk Cotta.

## Lage
Das 1921 nach Dresden eingemeindete ehemalige Dorf liegt im Westen von Dresden, an der Elbe, zwischen Kemnitz, Cotta, Omsewitz und Leutewitz. Der Stadtteil ist Namensgeber des statistischen Dresdner Stadtteils Briesnitz.

## Geschichte

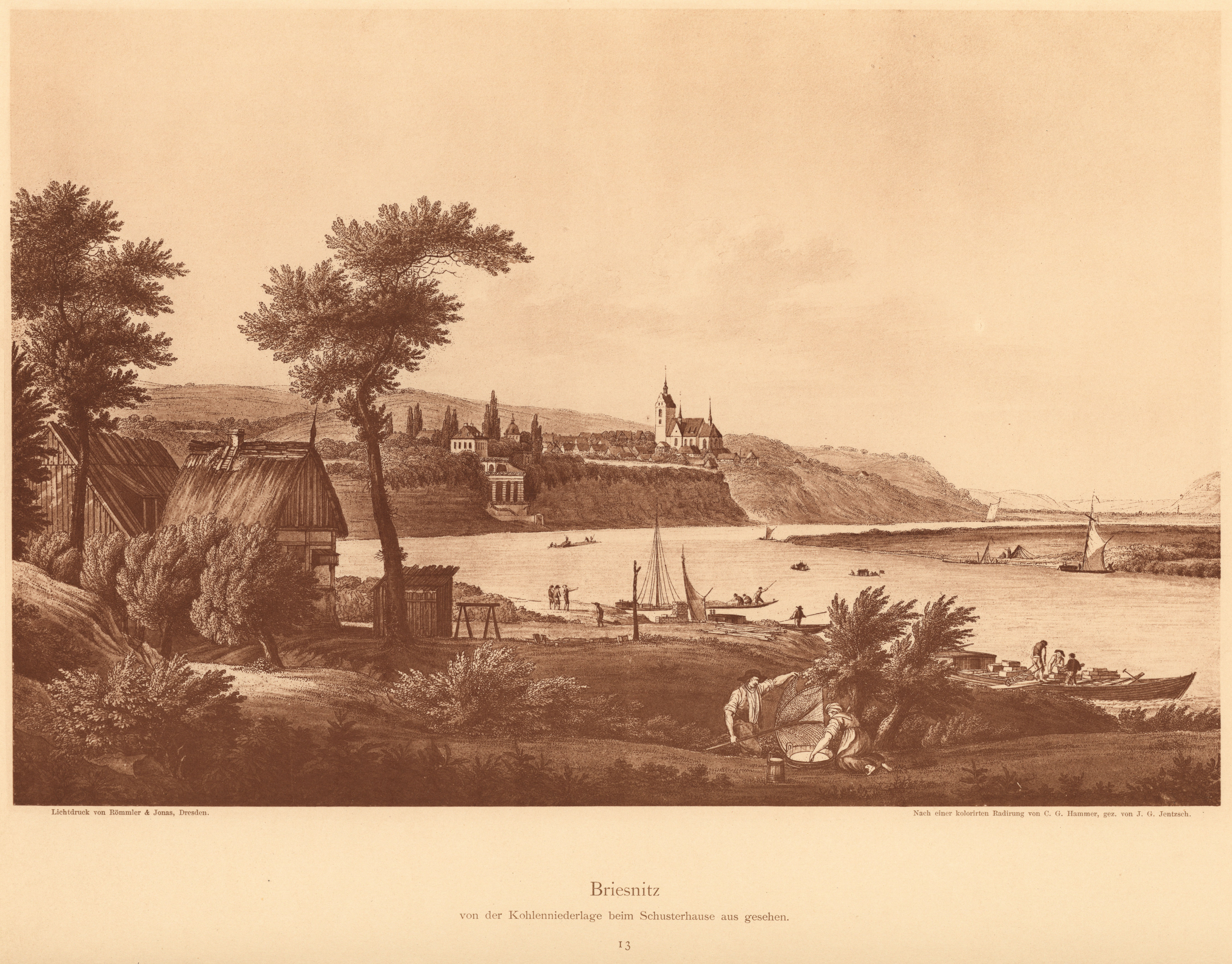
Blick auf Briesnitz, Anfang des 19. Jh.

Erstmals erwähnt wurde es in einer in den 1140er Jahren auf 1071 gefertigten Urkunde über einen Tauschvertrag zwischen dem Meißner Bischof Benno und dem slawischen Grundherrn Bor als „Bresnice“. Der Name stammt vom sorbischen Breźnica und bedeutet „Birkenwald“ oder „Birkenort“. Einst war es politischer und kirchlicher Mittelpunkt im oberen Elbtal mit Burgward und Elbfurt (Gau Nisan).
Seit 1559 war Briesnitz zu Meißen eingemeindet, besaß eine eigene Pfarrei und hatte, wie Pesterwitz, den Status eines kaiserlichen Amtsbezirks. Um 1840 wurden in Briesnitz Patentziegeln gefertigt und Weinbau betrieben. Briesnitz besaß sogar einen Sommerpalast für die mitregierenden Bischöfe.
Im 18. Jahrhundert wurden hier mehrere Landhäuser und Gärten von Dresdner Bürgern angelegt, darunter auch Hoffaktor Wolf Benjamin Eibeschütz.

### Erschließung der Gegend
1921 wurde der Ort aus der Amtshauptmannschaft Dresden-Altstadt nach Dresden eingemeindet, Nachbarorte, wie Cotta und Löbtau, waren schon seit 1903 nach Dresden eingemeindet worden. 1904 gab es bereits Teilbebauungspläne für die Erschließung von unbebauten Flächen. Hierfür war die Bebauung mit dreigeschossigen Häusern vorgesehen. Die Meissner Straße und die Straßen nach Dresden und Meißen wurden ausgebaut. In der Folgezeit wurden mehrere, weitere Bauvorschläge (u. a. Bebauung der Nötzold’schen Lehmgrube, einer breit angelegten Borngrabenpromenade) ohne Ergebnis diskutiert. Dies führte zu einem öffentlichen Druck, die Bebauung voranzubringen, und durch den Einsatz des Sächsischen Heimatschutzvereins wurde im Februar 1911 die Grundsteinlegung für die neue Siedlung vorgenommen.

### Siedlung Briesnitz

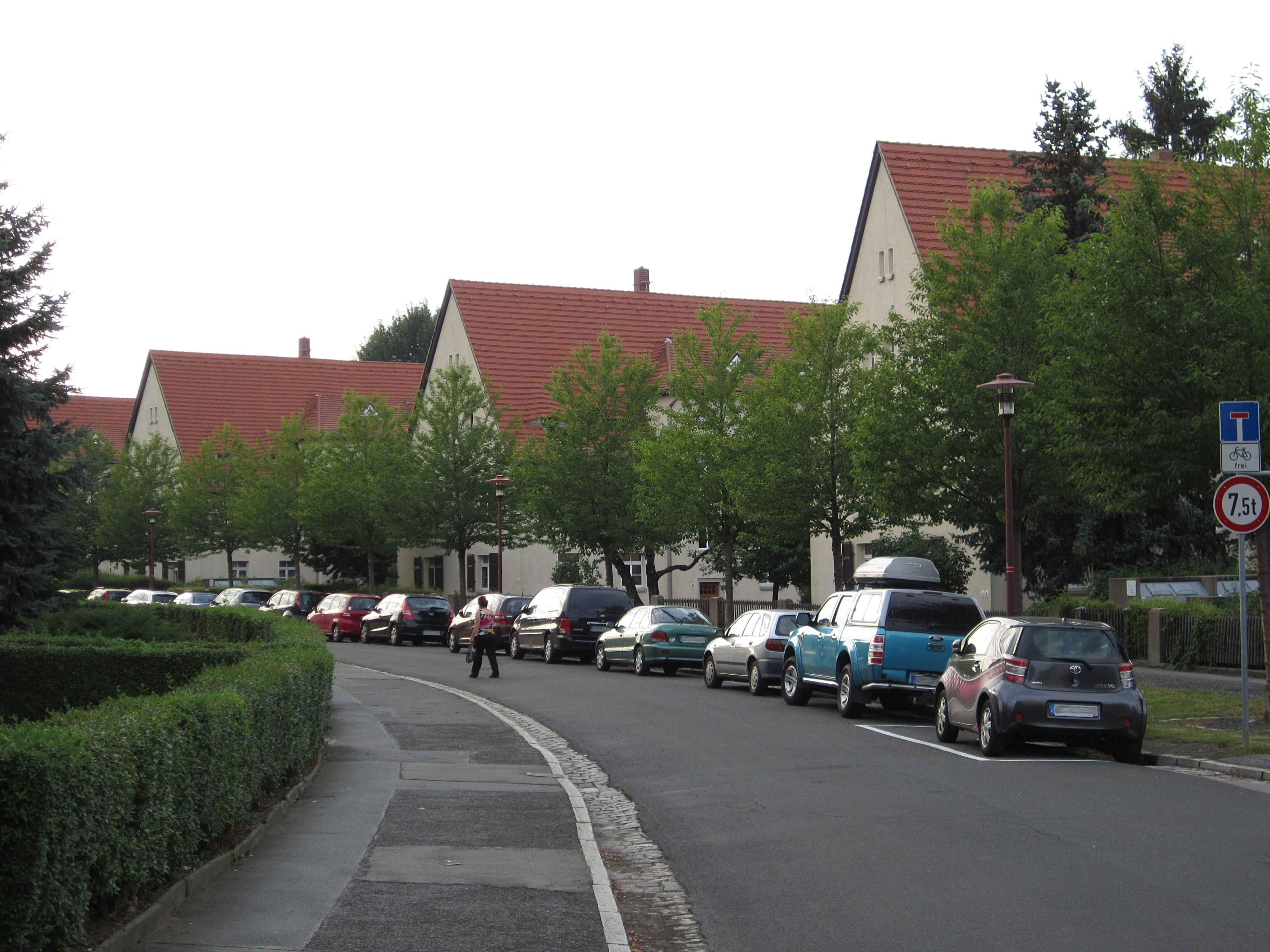
Siedlung Zschonerallee

Seine heutige Gestalt erhielt der Ort ab 1911 durch die Realisierung der Bebauungsidee der Architekten Ludloff und Stieger, welche ihren Entwurf am Vorbild der Gartenstadt Hellerau angelehnt hatten. Zur Gestaltung der Siedlung heißt es in einer Gemeinderatssitzung von Briesnitz 1911 von den Architekten Ludloff und Stieger:
„Einerseits aus praktischen Gründen, aus Rücksicht auf die günstige Ausnutzung des Gartengeländes, sowie auch aus ästhetischen Gründen ist sowohl bei den Reihenhäusern als auch bei den Doppelhäusern teilweise ein Wechsel der Bauflucht vorgesehen. Es wird hierdurch vor allen Dingen eine zu große Einförmigkeit der Anlage vermieden werden und mehr eine Gesamtwirkung erzielt, wie man sie bei neueren Gartenstadtanlagen, z. B. in Hellerau mit großem Erfolge durchgeführt hat.“
Im Juli 1911 wird die Eigenheim-Siedelung Briesnitz-Dresden e. GmbH als Genossenschaft gegründet. Ein erster Teilbebauungsantrag erfolgte im November 1911. Es folgten mehrere Änderungen am Plan und Ende 1915 wurde der Plan durch die Königliche Kreishauptmannschaft bestätigt.
Bis zum Beginn des Ersten Weltkriegs waren nur ein kleiner Teil der Pläne umgesetzt, wie z. B. das Gebäude Wolfzug/Hammeraue. Mit Beginn des Ersten Weltkriegs wurden die Bautätigkeiten eingestellt und die Architekten Ludloff und Stieger aufgrund von Unstimmigkeiten und Baumängeln entlassen.

### Weiterer Ausbau der Siedlung
Erst 1919 wurde die Bautätigkeit wieder aufgenommen und durch den Architekten Curt Herfurth weitergeführt. Nach dem Ersten Weltkrieg orientierte sich die Genossenschaft an der allgemeinen Wohnungsbaupolitik. 1927 hatte diese sich am Sonderbauprogramm der Stadt Dresden beteiligt und baute während des Nationalsozialismus Volkswohnungen.
Die Siedlung wurde in den Jahren zwischen den Weltkriegen und 1991 (auf dem Gelände des 1990 stillgelegten Briesnitzer Mineralbrunnens) noch einmal erweitert und steht heute unter Denkmalschutz.

## Kulturdenkmale, Gebäude und Einrichtungen

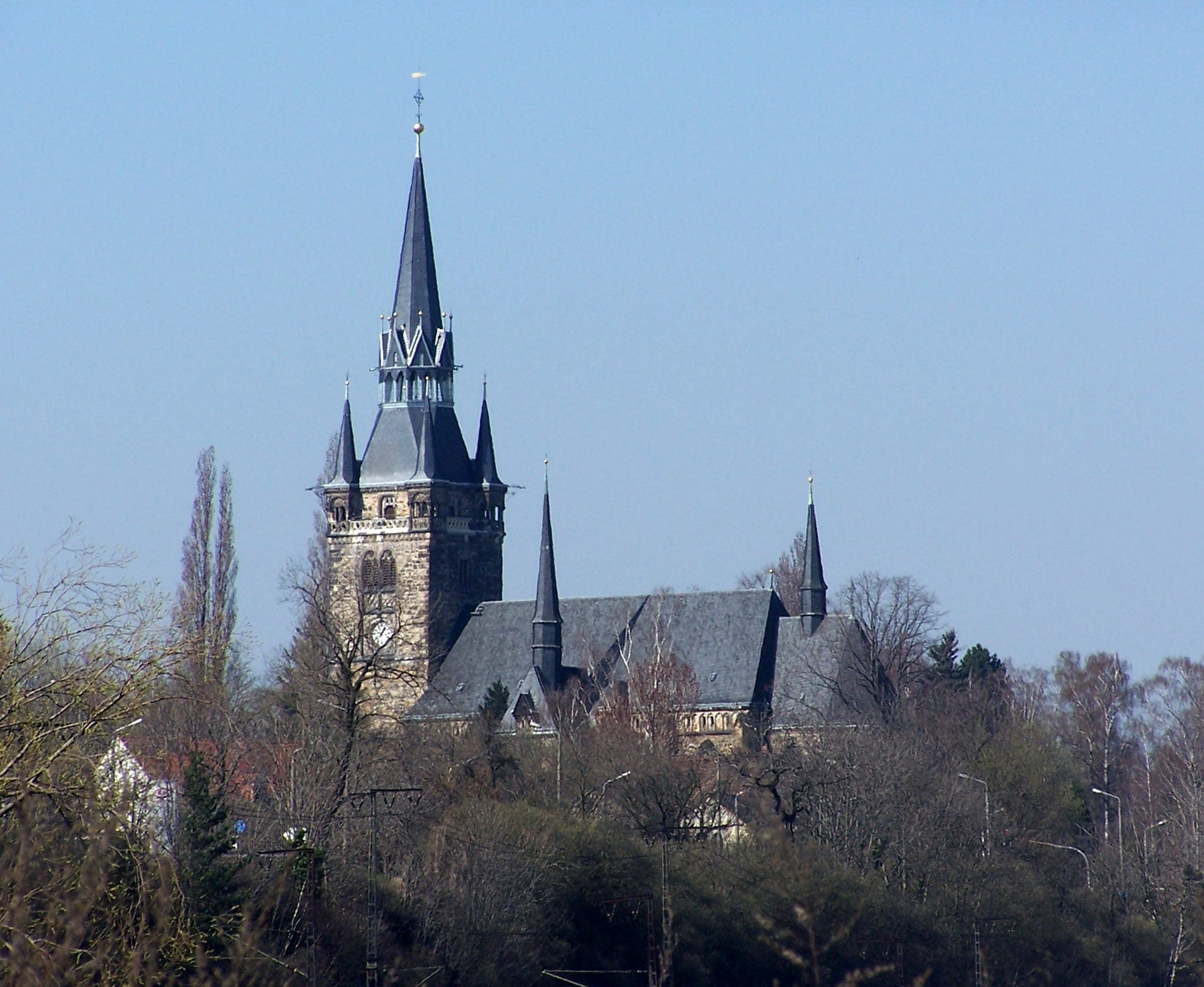
Kirche Briesnitz

Die Briesnitzer Kirche gehört zu den ältesten Kirchen in Dresden und Sachsen mit Krypta und einem knapp 100 m hohen Turm (Baujahr um 1204, erstmals erwähnt um 1273). Nach vorangegangenen Zerstörungen wurde 1260 die Grundlage des heutigen Gebäudes gelegt. 1602 erfolgte nach einem Blitzschlag ein Neuaufbau des Daches. Ein weiterer Umbau erfolgt um 1882 durch Gotthelf Ludwig Möckel, unter Beibehaltung der mittelalterlichen Elemente, wie Triumphbogen und Ostfenster. Etwa so alt ist auch der Innere Briesnitzer Friedhof, der ursprünglich als Kirchfriedhof angelegt und später mehrfach erweitert wurde. In den 1880er Jahren wurde der Äußere Briesnitzer Friedhof neu angelegt. Auf dem Inneren Briesnitzer Friedhof ruhen in Einzel- und Sammelgräbern 46 zivile Opfer der Bombenangriffe vom 7. Oktober 1944 und 16. Januar 1945 sowie 25 Soldaten in Einzelgräbern.

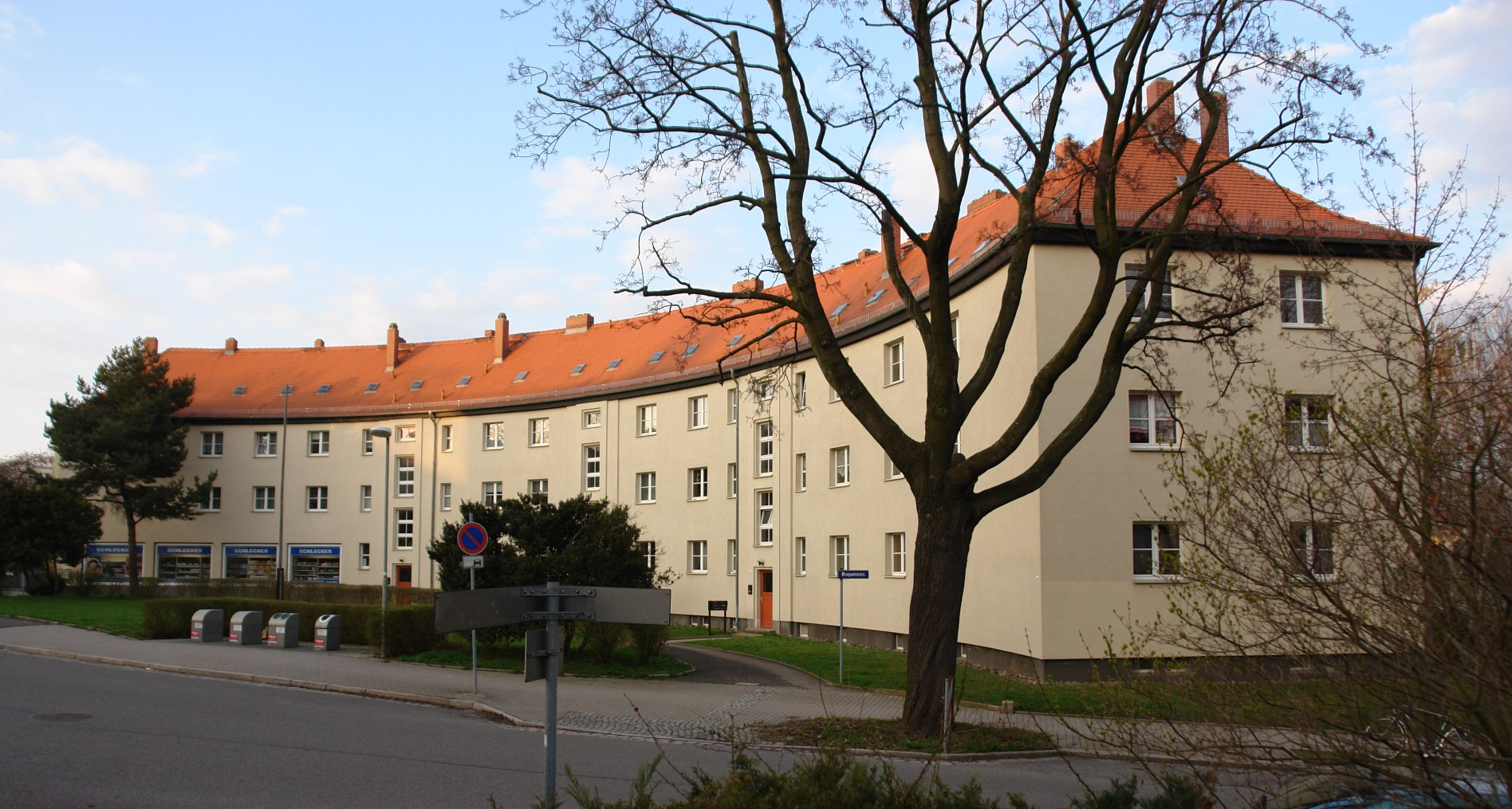
Rundhaus am Gottfried-Keller-Platz

Der Gottfried-Keller-Platz wird von zwei Rundhäusern umfasst.
Am Stadtrand von Dresden gelegen, hat man direkten Zugang zum Landschaftsschutzgebiet Zschonergrund mit Zschonergrundbad und Zschonermühle.
Im Stadtteil befinden sich auch die Kultureinrichtungen Theater Junge Generation im ehemaligen Ballsaal Constantia. Weiterhin befindet sich hier ein Konzertsaal, der Beatpol (ehemals Starclub). Er ist im Gebäude des ehemaligen Gasthofes Briesnitz (1896–1930) untergebracht. Im Saal wurde von 1933 bis in die 1980er ein Kino mit dem Namen „Film-Eck“ betrieben.

## Persönlichkeiten
In Briesnitz geboren 
- Max Dünnebier (1878–1950), Erfinder und Mitbegründer des Unternehmens Winkler & Dünnebier

## Verkehr
Im Westen von Briesnitz verläuft die Bahnstrecke Berlin–Dresden. Die nächsten Haltepunkte sind Dresden-Kemnitz und Dresden-Cotta und werden durch die Linie RB 31 (Elsterwerda-Biehla–Dresden) bedient.

## Belege
1. ↑  Ernst Eichler: Slawische Ortsnamen zwischen Saale und Neiße. Band I, VEB Domowina-Verlag, Bautzen 1985, S. 63
2. 1 2 3  Handbuch der Geographie, Statistik und Topographie des Königreiches Sachsen. Fleischer, 1840 (google.de [abgerufen am 14. Januar 2018]).
3. ↑  Friedrich Christian August Hasse: Dresden und die umliegende Gegend, bis Elsterwerda, Bauzen, Tetschen, Hubertsburg, Freyburg, Töplitz und Rumburg: Eine skizzirte Darstellung für Natur- und Kunstfreunde; Nebst einem Grundrisse von der Stadt und einer Reisekarte durch die Gegend derselben, Arnold 1801, 410, Digitalisat
4. 1 2  Heinz Quinger: Dresden und Umgebung: Geschichte, Kunst und Kultur der sŠchsischen Hauptstadt. DuMont Reiseverlag, 1999, ISBN 978-3-7701-4028-2 (google.de [abgerufen am 14. Januar 2018]).